# Musician (журнал)
Musician — ежемесячный журнал, посвящённый американской популярной музыке. Издание было основано в 1976 году Сэмом Холдсвортом и Гордоном Бэрдом под первоначальным названием Music America. Чтобы начать выпуск журнала двое друзей из Колорадо заняли у родственников 20 000 долларов и начали работать над проектом в гараже.
Журнал был известен большими и подробными статьями о звёздах рок-музыки. Основатели изначально задумывали его не как фэнзин, а как издание посвящённое ремеслу музыканта, и в результате он завоевал уважение людей в музыкальном бизнесе. Холдсворт рассказал в интервью 2003 году, что журнал «создал уровень доверия, благодаря которому музыканты чувствовали, что они разговаривают с равными себе по статусу». В той же статье он отметил, что Musician также был известен тем, что раскрывал детали, которых не было в обычной музыкальной прессе (или уделялось мало внимания), например, почему музыкант выбрал определённую марку инструмента или что послужило источником вдохновения для той или иной песни.
Musician так и не стал массовым изданием, хотя у него были преданные читатели. Журнал пользовался уважением критиков за качество его статей. Среди самых известных его авторов были: рок-критик Лестер Бэнгс и будущий кинорежиссёр Кэмерон Кроу. Впоследствии журнал был переименован в Musician, Player & Listener, а его штаб-квартира переехала в Глостер, штат Массачусетс.
Из-за высоких затрат на содержание Холдсворт и Бэрд продали журнал в январе 1981 года компании, которой принадлежал журнал Billboard. В 1985 году Холдсворт и его новый бизнес-партнёр выкупили издание обратно, после чего продали вновь через два года. Журнал закрылся в 1999 году.